# Steffen Fetzner
Steffen Fetzner (Karlsruhe, 17 agosto 1968) è un tennistavolista tedesco.